# تشارلز إف. وارويك
تشارلز إف. وارويك هو مؤرخ وسياسي أمريكي، ولد في 14 فبراير 1852 في فيلادلفيا في الولايات المتحدة، وتوفي بنفس المكان في 4 أبريل 1913. نشط حزبياً في الحزب الجمهوري.